# 李惇 (清朝)
李惇（1734年—1784年），字成裕，又字孝臣，江苏高邮人，清代學者。

## 生平
祖先由蘇州遷居揚州。七歲能解经，人稱神童，精深《诗經》及春秋三传。與同郡王念孙、汪中、刘台拱、顾九苞等友好。乾隆四十五年中进士，晚好历算。与钱塘齐名，乾隆五十年以疾卒。著有《卜筮论》、《尚书古文说》、《金縢大诰康诰三篇辨》、《大功章烂简文》、《明堂考辨》、《考工车制考》、《历代车制考》、《左传通释》、《说文引书字异考》、《读史碎金》、《社氏七历补》、《浑天图说》等。